# Villas gallo-romaines de Plassac
La villa gallo-romaine de Plassac, dans le département de la Gironde (région Nouvelle-Aquitaine), est un site archéologique sur lequel furent construites trois villas aux Ier siècle, IIe siècle et IIIe siècle.

## Historique
Au Ier siècle, Plassac appartenait à la province impériale de la Gaule aquitaine, en Aquitaine seconde, dont la capitale à cette époque était Mediolanum Santonum (Saintes), puis par la suite Burdigala (Bordeaux), dès le début du IIIe siècle, qui avait déjà acquis en 48 le statut prestigieux de municipe de droit latin. 

### Découverte du site
Le site archéologique fut découvert fortuitement au XIXe siècle et reconnu comme étant une villa romaine en 1883. Camille Jullian (1859-1933) l'identifie en 1890 comme étant la propriété que mentionne le testament de l'évêque du Mans Bertrand du Mans (540-623), daté de mars 616. En plus des nombreux domaines hérités, souvent difficilement récupérés comme la villa de Plassac, ou acquis grâce à la faveur royale, la structure de ses propriétés illustre une politique d'achat et d'échange caractéristique des stratégies patrimoniales des aristocrates mérovingiens.  
En 1883, une mosaïque fut mise au jour, mais n'obtenant pas de crédits pour la dégager elle fut recouverte de terre, et redécouverte un siècle plus tard.

### Les fouilles archéologiques
Il y eut quelques sondages effectués avant la Seconde Guerre mondiale. Les fouilles débutèrent véritablement en 1962 lorsqu'une équipe archéologique du Touring Club de France, dirigée par Gabrielle Émard, dégagea les vestiges de la partie résidentielle (pars urbana). En 1975, avec l'aide de l'université de Bordeaux et l'arrivée de Jean-Pierre Bost et d'une équipe du bureau d'architecture antique du Sud-Ouest du bureau de Pau. Des relevés d'architecture furent établis, ainsi que les résultats des fouilles jusqu'en 1978, puis des sondages jusqu'en 1982.
En 1984, le département de la Gironde fait l'acquisition de ce site. Le musée est créé en 1985 dans l'ancien presbytère appartenant à la mairie. Il comprend trois salles et présente le mobilier archéologique trouvé sur le site, dont les peintures murales et les mosaïques. En 1989, le conseil général de la Gironde engage des études préliminaires, puis entreprend un vaste programme de valorisation du site, avec les travaux de restaurations nécessaires en 2003, puis une nouvelle présentation du site en 2009. Les travaux élaborés par l'architecte en chef des monuments historiques se poursuivront de 2009 à 2014 pour la mise en valeur du site, avec l'aide de la région et de l'État, ainsi que de l'Europe (FEDER).

## Évolution architecturale de la villa dans l'Antiquité

### Première villa
C'est son propriétaire dont le nom nous est connu qui donnera son nom au Domaine de Blattius qui se transformera avec le temps en:  Blattiacum, puis Blacciacum au début du VIIe siècle, puis au Moyen Âge deviendra Plassac.
Au prix de travaux de terrassement pharaoniques, cette villa maritime fut réalisée dans le premier tiers du Ier siècle, vers les années 20-40. L'architecte dut faire araser la partie inférieure du ressaut du Chardonnet dans sa totalité, en la prolongeant artificiellement d'une bonne vingtaine de mètres en direction du fleuve. Celle-ci se voit encore vers le fond du site.
Elle était la copie des palais maritimes en vogue à cette époque dans le golfe de Naples et depuis plus d'un siècle en Italie centrale et méridionale. Elle fut conçue en harmonie avec l'environnement extérieur pour l'agrément et le confort de son riche propriétaire. À proximité de la Gironde et de la voie terrestre Bordeaux-Saintes, elle présentait un emplacement d'un intérêt économique certain.
La façade de cette villa était de grandes dimensions et dominait l'estuaire, elle se composait d'un vaste hémicycle central prolongé de chaque côté, parallèlement au rivage, par des bâtiments. Au milieu de ce vaste hémicycle et en retrait de celui-ci se trouvait la pièce maîtresse de cette élégante demeure : la salle à manger d'une superficie d'environ 70 m2, dont on a retrouvé les fondations. Elle fut occupée jusqu'en 110-120 de notre ère.
Les enduits peints de style pompéien, découverts dans les pièces dont la salle à manger avec un fond rouge, d'autres pièces sont à fond noir.

### Deuxième villa
Elle fut construite sur les ruines du palais maritime à partir des années 100-120, en se servant des murs existants encore en place. C'est la réplique du palais impérial de Rome. La villa atteint une superficie de près de 5 000 m2
Elle comporte également une salle à manger en belvédère appuyée au mur droit qui ferme la villa à l'ouest, le reste de la façade restant ouvert sur l'estuaire. Ce triclinium est décoré d'opus sectile. Cette construction est plus compacte que la précédente. Des pièces d'habitation et de réception situées sur les trois côtés intérieurs se développent autour de la galerie qui entoure une cour divisée en deux parties. La partie à l'ouest est couverte d'un sol de mortier léger permettant d'accéder au belvédère, celle de la partie orientale est un jardin. Les patios intérieurs ferment les pièces destinées à la vie familiale, dans l'alignement de la salle à manger. Au nord se trouvent une grande salle de réception au pavage noir et blanc dans une aile reconstruite, dont la façade monumentale à portique  et un bassin de 51 mètres de long, donnent sur un jardin d'agrément en forme de terrasse surplombant le fleuve. L'aile nord comporte un vestibule d'entrée et deux petits salons.
Cet édifice du IIe siècle est mixte, car à la fois villa à péristyle fermé sur une cour intérieure, et ouvert sur l'extérieur avec son grand portique septentrional qui en fait une villa « à galerie à façade»

### Troisième villa
Elle date du IIIe siècle et fut occupée jusqu'au Ve siècle.
Facilement identifiables, les vestiges de cette villa sont ceux qui affleurent sur le site. Le sable d'une carrière voisine qui fut employé pour la construction des murs, fit que ceux-ci présentaient lors des fouilles une couleur rougeâtre.
Cette troisième construction reprenait les grands alignements précédents, conservait la cour centrale, mais d'importantes modifications transformèrent radicalement l'aspect des lieux. Dans l'aile nord, le portique de façade fut reculé de trois mètres, et l'aile est fut haussée par l'installation de systèmes de chauffage par le sol (hypocaustes), ainsi que par du remblai.
La galerie qui ceinturait la cour intérieure était désormais supportée par un mur-bahut contre-forté ultérieurement et sur lequel venaient prendre appui des colonnes en quart-de-rond de brique, recouvert d'un enduit blanc.
À la fin du IVe , début du Ve siècle, l'aile nord semble avoir été transformée en magasins, celle du sud est complètement inconnue, et seule l'aile orientale fut réservée au logement des propriétaires. Dans la partie nord de celle-ci se trouvait un petit ensemble de thermes et dans la partie centrale, un ensemble de pièces dont une grande salle à manger.
Vers la même époque, une autre grande salle fut édifiée, aujourd'hui en partie sous l'église actuelle, puis un peu plus tard une autre salle à abside, proche des bains.

## Décorations

### Mosaïques
Les mosaïques, dont plus de 100 m2 ornent les pavements des pièces de réception de la villa, datant de la fin du IVe siècle, sont encore visibles sur le site. Elles sont du style de l'École d'Aquitaine, aux compositions polychromes géométriques et végétales.
Réalisées avec des tesselles liées par du mortier, elles furent endommagées avec le temps. Trois d'entre elles furent déposées en 1994 et restaurées par l'atelier de Saint-Romain-en-Gal, de l'Entente interdépartementale Rhône-Isère, puis reposées in-situ pour la dernière après 2015. L'importance de ces pavements de mosaïques a donné lieu à leur modélisation en trois dimensions.

### Fresques
« Les peintures affresco retrouvées sur le site en font l'une des plus importantes collections de peintures murales trouvées en France sur un même site. La rareté et l'importance des enduits peints de ce site expliquent la réalisation du musée monographique du site. Présentés sur un mur, permettant de visualiser la restitution d'un décor mural avec des panneaux peints, caractéristiques de la fresque du troisième style pompéien tardif, avec ses médaillons tableautins en pleine paroi et candélabres végétaux portant des animaux divers, biches, chèvres, oiseaux. ». Ces peintures furent restaurées par le Centre d’étude des peintures murales romaines de Soissons.